# 内秀駅
内秀駅（ネスえき）は、大韓民国忠清北道清州市清原区内秀邑にある韓国鉄道公社忠北線の駅である。
2014年現在では清州市内の5つの鉄道駅のうち、旅客取扱無しの唯一の駅である。

## 駅構造
- 相対式ホーム2面2線の地上駅。

## 歴史
- 1923年5月1日 - 普通駅として開業。
- 1964年12月30日 - 駅舎新築。
- 1980年10月12日 - 忠北線複線化とともに現駅舎新築。
- 1984年3月1日 - 配置簡易駅に格下。
- 2005年9月2日 - 無配置簡易駅に格下。
- 2007年6月1日 - 旅客取り扱い中止。

## 隣の駅
韓国鉄道公社
忠北線
清州空港駅 - （内秀駅） - 曽坪駅